# Brtonigla
Brtonigla (italienisch Verteneglio) ist ein Dorf und eine Gemeinde in der Gespanschaft Istrien, Kroatien.

## Siedlungen
Die Gemeinde Brtonigla besteht aus den folgenden Siedlungen (kroat. naselje) (Einwohnerzahl gemäß Volkszählung 2011):
- Brtonigla / Verteneglio (805)
- Fiorini / Fiorini (165)
- Karigador / Carigador (189)
- Nova Vas / Villanova (359)
- Radini / Radini (108)

## Bevölkerung
Nach der Volkszählung 2011 hat die Gemeinde Brtonigla 1626 Einwohner, von denen 815 männlich und 811 weiblich sind.
Nach Ethnie waren 44,8 % der Einwohner der Gemeinde Kroaten, 30,1 % Italiener, 2,4 % Slowenen, 1,8 % Serben, 1,2 % Bosniaken und 1,4 % andere. 14,1 % der Einwohner nannten sich Istrier oder gaben eine andere regionale Zugehörigkeit an und 2,0 % gaben bei dieser Frage eine Religion an. Bei den übrigen 2,0 % wurde die Ethnie nicht angegeben oder war unbekannt. Nach Staatsbürgerschaft waren 94,2 % Kroaten (unter denen 19,4 % eine doppelte Staatsbürgerschaft hatten) und 5,8 % Ausländer.
Als Muttersprache nannten 54,0 % Kroatisch, 0,7 % Bosnisch, 0,6 % Serbisch und 0,6 % Serbokroatisch. 39,8 % gaben Italienisch als ihre Muttersprache an, 2,3 % Slowenisch und 1,3 % gaben eine andere Sprache an. Bei den übrigen 0,6 % der Einwohner war die Muttersprache unbekannt. Amtssprachen der Gemeinde sind Kroatisch und Italienisch.
Nach Religionen waren 85,7 % der Einwohner Katholiken, 2,6 % Orthodoxe, 1 % Muslime, 0,3 % gehörten einer anderen Konfession oder Religion an. 4,1 % waren konfessionslos, zu den übrigen 4,3 % liegen keine Angaben vor.

## Geschichte
1947 wurde die Gemeinde  Teil der Zone B des Freien Territoriums Triest, die unter jugoslawischer Verwaltung stand.